# صدم (خواص المواد)

قوة الصدم (بالإنجليزية: Impact force)‏ هي قوة أو صدمة عالية مطبقة خلال زمن قصير جداً. حيث يعتبر تأثير هذه القوى أشد من تأثير القوى الساكنة التي تؤثر لفترات طويلة نسبياً.

## نظرياً
في السرعات العادية، وفي ظروف التصادم غير المرن، فإن الجسم المصدوم بقذيفة سوف يتشوه، وهذا التشوه سوف يمتص معظم أو كامل طاقة التصادم. انطلاقاً من قانون بقاء الطاقة ، فإن الطاقة الحركية للقذيفة سوف تتحول إلى طاقة حرارية وصوتية نتيجة للتشوهات والاهتزازات الحاصلة في الجسم المصدوم. مع العلم أن هذه التشوهات والاهتزازات لا تحدث آنياً. 
عند سرعات الصدم العالية، لا يوجد وقت كافي لحدوث التشوهات والاهتزازات، في هذه الحالة تبدو المادة على أنها أكثر هشاشة مما هي عليه، وتمتص معظم الطاقة المطبقة عليها لكي تتحطم.

## التطبيقات

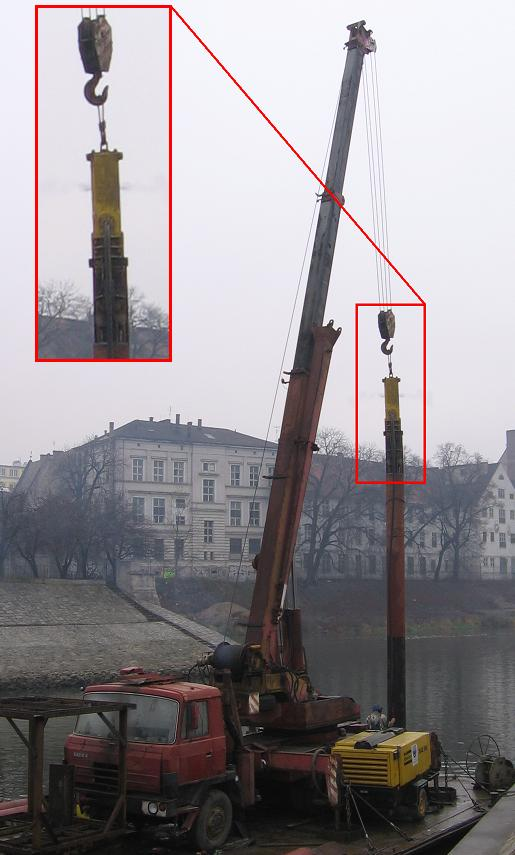
طرق عمود في الارض.

- عادة ما يتم طرق المسمار بعدة ضربات بواسطة مطرقة، سرعة الطرق العالية تمنع قوى احتكاك الخشب مع المسمار من إعاقة حركته إلى الأمام.
- آلية تثبيت الأساسات (Pile driver)، حيث تعتمد نفس المبدأ السابق لكن بمقياس أكبر.
- آلية فك وتثبيت البراغي، أداة مماثلة لما سبق، مصممة بحيث يتم تطبيق عزم فجائي خلال زمن قصير جداً لتثبيت أو فك البراغي. حيث أن عملية الفك والتثبيت عند السرعات العادية تؤدي إلى ضياع العزم المطبق نتيجة الاحتكاك الحاصل في الأسنان المعشقة، إلا العزم المطبق عند السرعات العالية يؤدي إلى تحريك البرغي قبل أن تحدث أية ضياعات.
- في مجال المقذوفات، فإن الرصاص يعتمد مبدأ الصدم لاختراق السطوح المقاومة للقوى الكبيرة. حيث أن قطعة المطاط على سبيل المثال تسلك سلوك الخشب عندما تخترقها رصاصة، إذ تتمزق دون أن تمتط أو تهتز.

## إنظر أيضا
- صدمة (ميكانيكا)